# Milà-Sanremo 1977
La Milà-Sanremo 1977 fou la 68a edició de la Milà-Sanremo. La cursa es disputà el 19 de març de 1977 i va ser guanyada pel neerlandès Jan Raas, que s'imposà en solitari a la meta de Sanremo.
230 ciclistes hi van prendre part, acabant la cursa 148 d'ells.

## Classificació final
|    | Ciclista               | Equip                  | Temps      |
| -- | ---------------------- | ---------------------- | ---------- |
| 1  | Jan Raas               | Frisol-Gazelle-Thirion | 6h 41' 59" |
| 2  | Roger de Vlaeminck     | Brooklyn               | + 03"      |
| 3  | Wilfried Wesemael      | Frisol-Gazelle-Thirion | + 05"      |
| 4  | Rik van Linden         | Bianchi-Campagnolo     | m. t.      |
| 5  | Freddy Maertens        | Flandria-Velda-Latina  | m. t.      |
| 6  | Pierino Gavazzi        | Jolly Ceramica         | m. t.      |
| 7  | Walter Planckaert      | Maes Pils-Mini Flat    | m. t.      |
| 8  | Patrick Sercu          | Fiat France            | m. t.      |
| 9  | Gabriele Landoni       | G.b.c.-Itla TV         | m. t.      |
| 10 | Jean-Luc Vandenbroucke | Peugeot-Esso-Michelin  | m. t.      |